# Mega Andrea
Le Mega Andrea est un cruise-ferry du groupe Corsica Ferries - Sardinia Ferries. Construit de 1984 à 1986 aux chantiers Wärtsilä d'Helsinki pour la compagnie finlandaise Effoa, il portait à l'origine le nom de Wellamo. Mis en service en janvier 1986 sur les lignes du réseau Silja Line entre la Finlande, les îles Åland et la Suède, il sera rebaptisé Silja Festival en 1992 à la suite d'une refonte. Transféré en 2008 dans la flotte de la compagnie estonienne Tallink, il assure jusqu'en 2013 la liaison entre la Lettonie et la Suède. Après avoir été utilisé à compter de 2014 comme hôtel flottant en Espagne puis au Canada pour le compte de Bridgemans Services, le navire est acquis par le groupe franco-italien Corsica Ferries en mai 2015. Renommé Mega Andrea, il est tout d'abord exploité entre l'Italie continentale et la Sardaigne pendant l'été 2015 puis positionné à partir de mars 2016 sur différentes lignes de l'armateur vers la Corse et la Sardaigne depuis le continent français et italien.

## Histoire

### Origines et construction
Dans les années 1980, les lignes maritimes entre la Finlande et la Suède sont le théâtre d'une concurrence acharnée entre les opérateurs Silja Line et Viking Line. Depuis 1980 et la mise en service des navires jumeaux Viking Saga et Viking Song entre Helsinki et Stockholm, une véritable guerre du tonnage et du luxe a été déclarée entre les deux armateurs. Dès 1981, Silja Line avait riposté avec l'inauguration des cruise-ferries Finlandia et Silvia Regina, bien plus imposants que ceux de la concurrence. Le succès rencontré par ces deux navires incite alors les compagnies Effoa et Johnson Line, propriétaires de la marque Silja Line, à faire construire une deuxième paire de navires aux caractéristiques similaires afin de surpasser les navires de Viking Line entre Turku, Mariehamn et Stockholm. À cet effet, les deux armateurs lancent un appel d'offres en commun en vue de la réalisation de deux navires identiques auquel répondent deux constructeur, le finlandais Wärtsilä et le japonais Nippon Kōkan. Si l'offre de ce dernier s'avèrera la moins coûteuse, Effoa et Johnson Line privilégieront la construction de leurs futurs navires en Finlande en raison d'une subvention de 72 millions de marks de la part de l'État finlandais. Ainsi, le 13 avril 1983, les contrats de construction de la nouvelle paire sont signées entre Effoa, Johnson Line et Wärtsilä.
Conçus sur la base des Finlandia et Silvia Regina, les futurs navires reprennent les caractéristiques générales de leurs prédécesseurs avec des dimensions, des aménagements et une capacité semblables. Ils se démarquent toutefois par leur ligne plus arrondie, là où leurs aînés arborent une forme très anguleuse. Malgré une apparence très similaire, la nouvelle paire affiche un profil plus élégant avec notamment une cheminée sans contrefort et leur verrière avant complètement intégrée à la ligne du navire. L'accès avant du garage est également modifié avec une ouverture au moyen de deux ventaux à la place de l'étrave mobile dont sont équipés le Finlandia et le Silvia Regina.
Le premier navire, baptisé Svea, est lancé en 1984 et mis en service l'année suivante. Le second navire, quant à lui, est mis sur cale le 22 mai 1984, peu temps après son sister-ship. Son lancement a lieu le 15 mars 1985. Le navire est ensuite achevé durant le reste de l'année. Il est livré à Effoa le 2 janvier 1986. Le cruise-ferry est baptisé Wellamo, en référence à la déesse des mers de la mythologie finnoise. De conception identique au Svea, il se distingue par sa cheminée aux couleurs d'Effoa tandis que son sister-ship arbore celles de Johnson Line.

### Service

#### Silja Line (1986-2008)
Le Wellamo est mis en service le 9 janvier 1986 sur la ligne Turku - Mariehamn - Stockholm en remplacement de l'ancien Silja Star. Naviguant de concert avec le Svea, ils sont les plus grands car-ferries en service sur cette ligne.
Le Wellamo subit sa première avarie majeure le 12 juillet 1986 lorsqu'il s'échoue près de Mariehamn à la suite d'une panne de moteur. Le navire est cependant rapidement dégagé et réparé aux chantiers Luonnonmaa Telakka de Naantali en Finlande.
En 1989, un projet d'aménager des rails sur le pont du Wellamo et de son sister-ship afin de transporter des wagons ferroviaires à bord est un temps évoqué, puis abandonné.
Au cours de l'été 1990, le Wellamo sert brièvement sur la ligne Helsinki - Stockholm en raison d'un retard dans la livraison du nouveau Silja Serenade censé remplacer le Finlandia qui a déjà été livré à la compagnie danoise DFDS. Durant cette période, il est remplacé sur sa ligne habituelle par l'ex-Viking Sally, l'un de ses anciens concurrents de Viking Line qui a été racheté par Effoa et rebaptisé Silja Star.
Cette même année 1990, Effoa et Johnson Line fusionnent pour former la nouvelle compagnie EffJohn, qui devient l'unique propriétaire de Silja Line. Les logos de la compagnie sont désormais ajoutés sur la cheminée et les bandes noires de la livrée originale sont repeintes en bleu.
Le 4 mars 1992, le Svea et le Wellamo entrent aux chantiers Lloyd Werft de Bremerhaven afin de subir une large refonte. Les aménagements intérieurs sont reconstruits et la décoration modernisée, un nouveau bar panoramique est ajouté au pont 9, et une nouvelle livrée à dominante bleue remplace les traditionnelles bandes de Silja Line. À l'occasion, le navire est renommé Silja Festival le 25 février. À l'origine, les fonds utilisés pour la refonte du Svea et le Wellamo étaient destinés à la modernisation du ferry rapide Finnjet, mais devant l'importance du coût, la compagnie a préféré dépenser cet argent sur les deux sister-ships.
Une fois les travaux terminés, le Silja Festival retourne sur sa ligne d'origine aux côtés de son jumeau, cependant, l'arrivée dans la flotte du nouveau Silja Europa en 1993 entraine une réorganisation complète des affections au sein de la compagnie. En conséquence, le navire est transféré dans le golfe de Botnie sur la ligne Vaasa - Umeå du 20 mars au 23 mai 1993. En juin 1993, dans le cadre d'un partenariat entre Silja Line et Euroway, le Silja Festival est employé entre la Suède et l'Allemagne sur la ligne Malmö - Lübeck, aux côtés du Frans Suell. Par conséquent, le logo d'Euroway est peint sur la coque du navire et apparait conjointement avec le logo Silja Line. Quelques mois plus tard, la ligne est prolongée jusqu'au Danemark.
Lorsque le partenariat Euroway prend fin en avril 1994, le Silja Festival retourne naviguer dans le golfe de Botnie. Pendant ce temps, Silja Line conclut des accords avec la compagnie norvégienne Color Line en vue de la vente d'un des deux sister-ships. Bien que la vente du Silja Festival était la plus attendue, ce sera finalement le Silja Karneval qui quittera la flotte.
Le 2 septembre 1994, le Silja Festival est affecté à la ligne Helsinki - Tallinn et dessert également la ligne Vaasa - Sundsvall pendant l'été 1995. Le 20 novembre, un incendie se déclare à bord mais est rapidement maitrisé et ne fait que peu de dégâts.
Le 23 décembre 1996, une croisière de Noël à destination de Riga est organisée à bord du navire.
Le 5 avril 1997, en raison de la fin de l'affrètement du Silja Scandinavia, le Silja Festival retrouve son affectation d'origine entre Turku, Mariehamn et Stockholm. Afin de conserver le caractère suédo-finlandais de la ligne, le navire est enregistré sous pavillon suédois, le pavillon finlandais était déjà arboré par le Silja Europa.

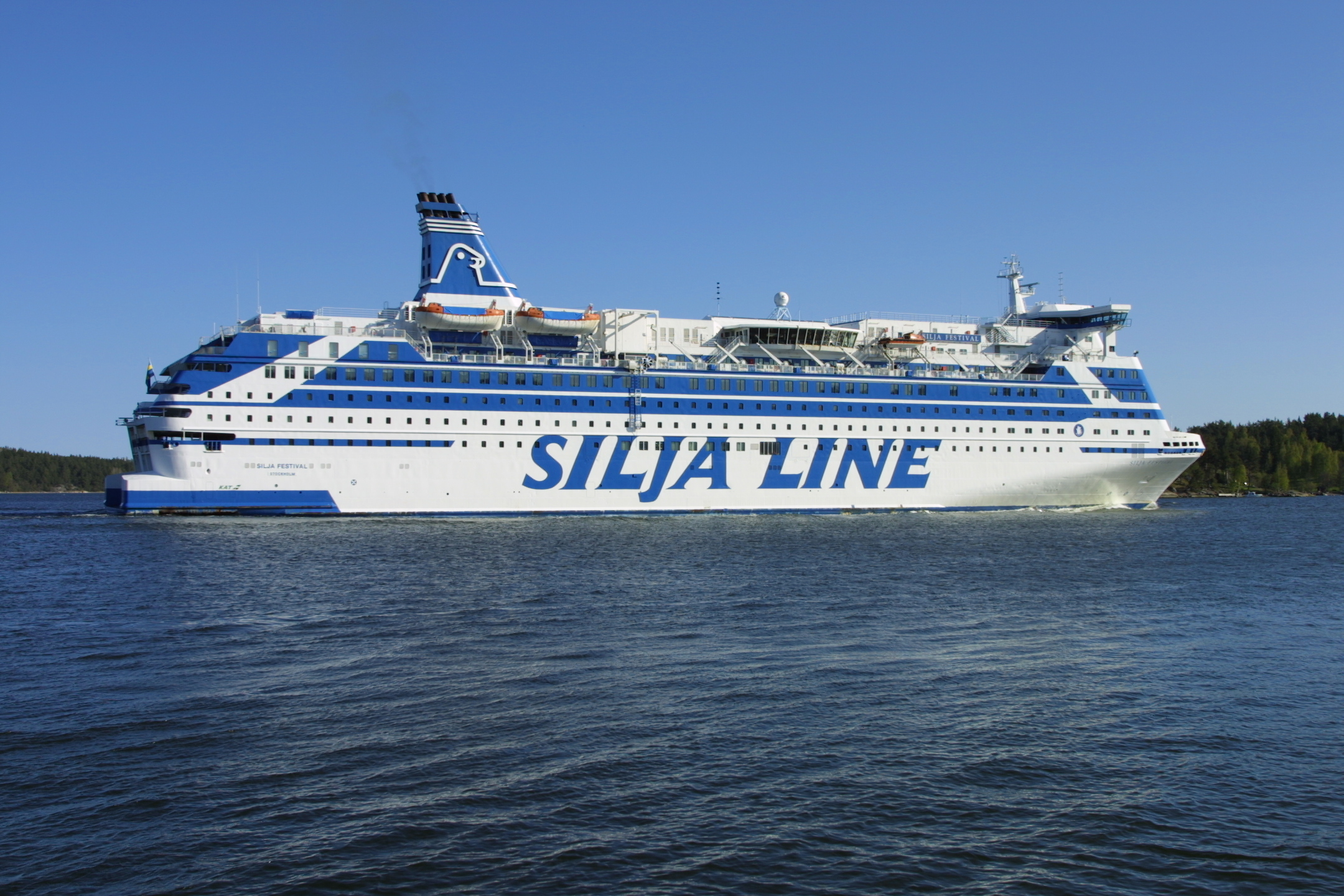
Le Silja Festival en 2002.

Au cours de son arrêt technique au mois de janvier 2001, des caissons de stabilité sont ajoutés à la poupe.
En 2006, le groupe estonien Tallink fait l'acquisition de Silja Line et de sa flotte, le Silja Festival conserve néanmoins son affectation.

#### Tallink (2008-2015)
Le 23 juillet 2008, le Silja Festival est remplacé sur la ligne Turku - Stockholm par le récent Galaxy. Le navire est donc transféré au sein de la flotte de Tallink le 2 août 2008 et redéployé entre la Lettonie et la Suède sous pavillon letton tout en conservant le nom de Silja Festival.
Les 31 décembre 2008 et 8 janvier 2009, il est affrété par une agence de voyages russe pour deux croisières Saint-Pétersbourg - Helsinki - Stockholm - Tallinn - Saint-Pétersbourg.
En 2010, il est de nouveau affrété du 29 avril au 5 mai pour desservir la ligne Saint-Pétersbourg - Helsinki.
Le 5 mai 2013, le Silja Festival est remplacé sur la ligne Riga - Stockholm par l‘Isabelle, navire acheté à la compagnie finlandaise Viking Line possédant une meilleure capacité passagers et véhicules nécessaire pour répondre à la demande accrue sur cette ligne.
Le navire est alors désarmé durant l'été 2013 au chantier de Riga. Il quitte ensuite la Lettonie le 1er septembre pour rejoindre l'Espagne où il sert d'hôtel flottant aux chantiers Navantial de Cadix afin de loger les ouvriers travaillant sur les arrêts techniques des paquebots de Disney Cruise Line. Il regagne Tallinn en octobre après une courte escale à Gibraltar. Le 29 décembre, il est de nouveau affrété par une agence de voyages russe pour effectuer des croisières en mer Baltique jusqu'au 8 janvier 2014. Il est ensuite désarmé à Paljassaare.

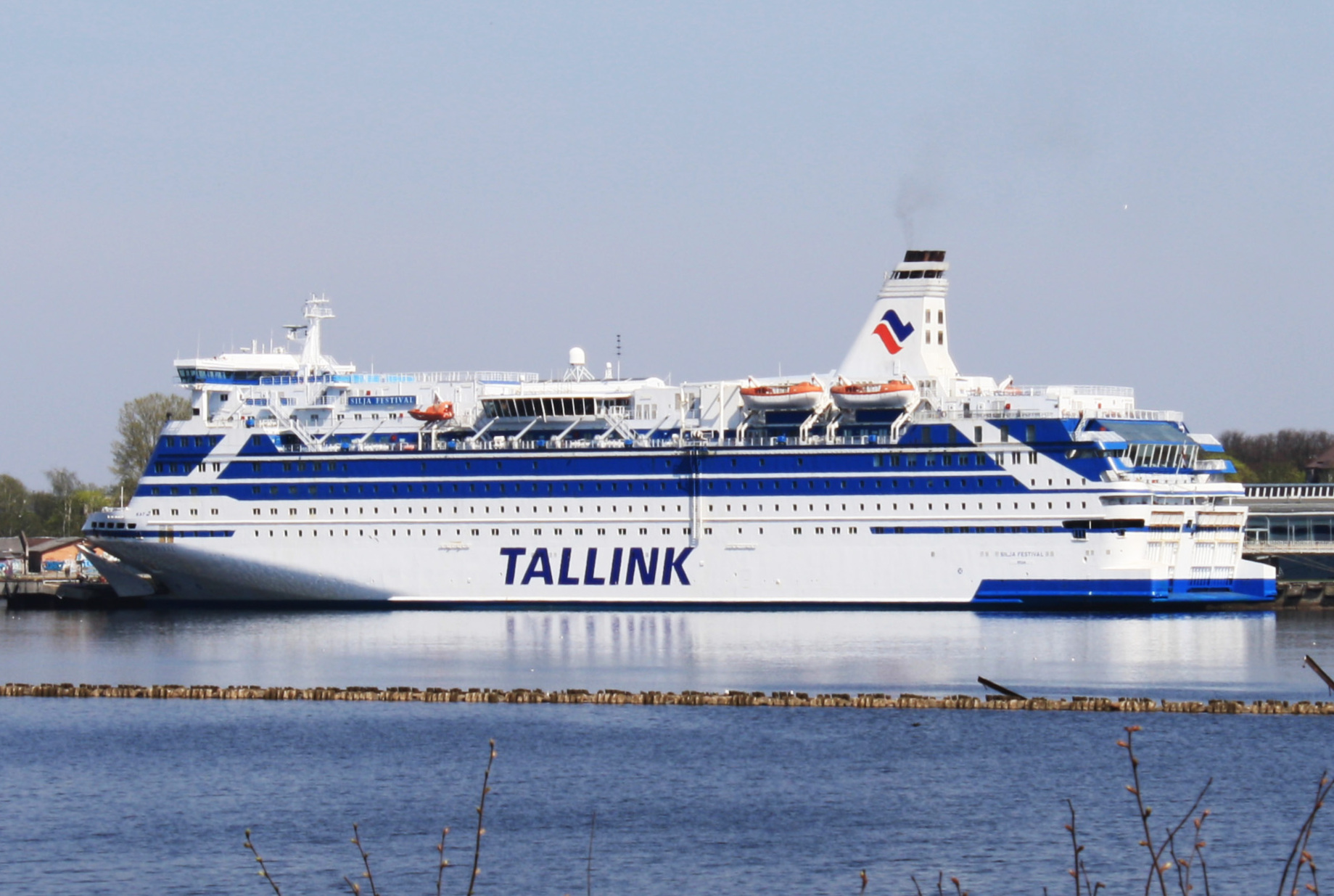
Le Silja Festival sous les couleurs de Tallink à Riga.

Le 27 janvier 2014, un contrat d'affrètement est signé entre Tallink et la société canadienne Bridgemans Services Ltd pour l'utilisation du Silja Festival en tant qu'hôtel flottant à Kitimat au Canada. Le navire quitte l'Estonie le jour même pour rejoindre tout d'abord Las Palmas de Gran Canaria où il est ravitaillé en carburant puis traverse l'océan Atlantique durant plusieurs semaines pour atteindre le canal de Panama. Le Silja Festival arrive à Vancouver le 1er mars. Converti en hôtel flottant, il gagne Kitimat le 12 mars afin loger les travailleurs contribuant à la modernisation de l'aluminerie de Rio Tinto Alcan.
Le 27 février 2015, Tallink, qui souhaite se séparer du navire, propose à Bridgemans Services de l'acquérir. Bien que la société canadienne accepte dans un premier temps, elle y renoncera par la suite en avril, peu de temps avant la livraison du car-ferry. Sa mission d'hôtel flottant étant achevée, il est désarmé à Vancouver le 28 avril.
Le 4 mai, le Silja Festival est finalement vendu à la société italienne Forship S.p.A exploitant la flotte du groupe franco-italien Corsica Ferries - Sardinia Ferries.

#### Corsica Ferries - Sardinia Ferries (depuis 2015)
Le jour même de sa vente, le Silja Festival quitte Vancouver et traverse de nouveau l'Atlantique pour rejoindre l'Italie. Il franchit une nouvelle fois le canal de Panama le 16 mai et escale également à Las Palmas de Gran Canaria.
Le navire parvient ensuite à Vado Ligure le 1er juin 2015. Peu de temps après, il est rebaptisé Mega Andrea en hommage à Andrée Lota, l'épouse décédée de l'armateur, Pascal Lota. La flotte de Corsica Ferries compte notamment son sister-ship, l'ancien Svea/Silja Karneval naviguant pour le groupe depuis 2008 sous le nom de Mega Smeralda.
Le cruise-ferry passe sous pavillon italien le 10 juin au cours d'une cérémonie donnée en présence des dirigeants de la compagnie et de son futur état-major. Il est conduit peu après aux chantiers de Gênes où il est mis aux standards de Corsica Ferries avec notamment l'ajout de la livrée jaune et bleue caractéristique de l'armateur. Les aménagements intérieurs ne sont, en revanche, pas modifiés afin que le navire puisse être rapidement mis en exploitation pour la saison estivale 2015.
Le Mega Andrea est mis en service le 17 juillet entre Livourne et la Sardaigne et effectue également un voyage par semaine vers la Corse dont le premier touché à Bastia a lieu le 18 juillet.
La saison estivale achevée, le cruise-ferry est retiré du service et acheminé aux chantiers Fincantieri de La Spezia où doivent s'effectuer la seconde partie des transformations. Celles-ci concernent majoritairement les aménagements intérieurs, de nouvelles moquettes sont installées dans les halls, les coursives et les cabines, un nouveau bar est aménagé à la place de la boutique hors taxe, le restaurant self-service est entièrement reconstruit et la décoration des autres espaces est modernisée. La capacité du garage est également augmentée avec l'ajout d'un car-deck et la suppression des cabines sur le pont 2. Les transformations se poursuivent durant tout l'hiver 2015-2016.

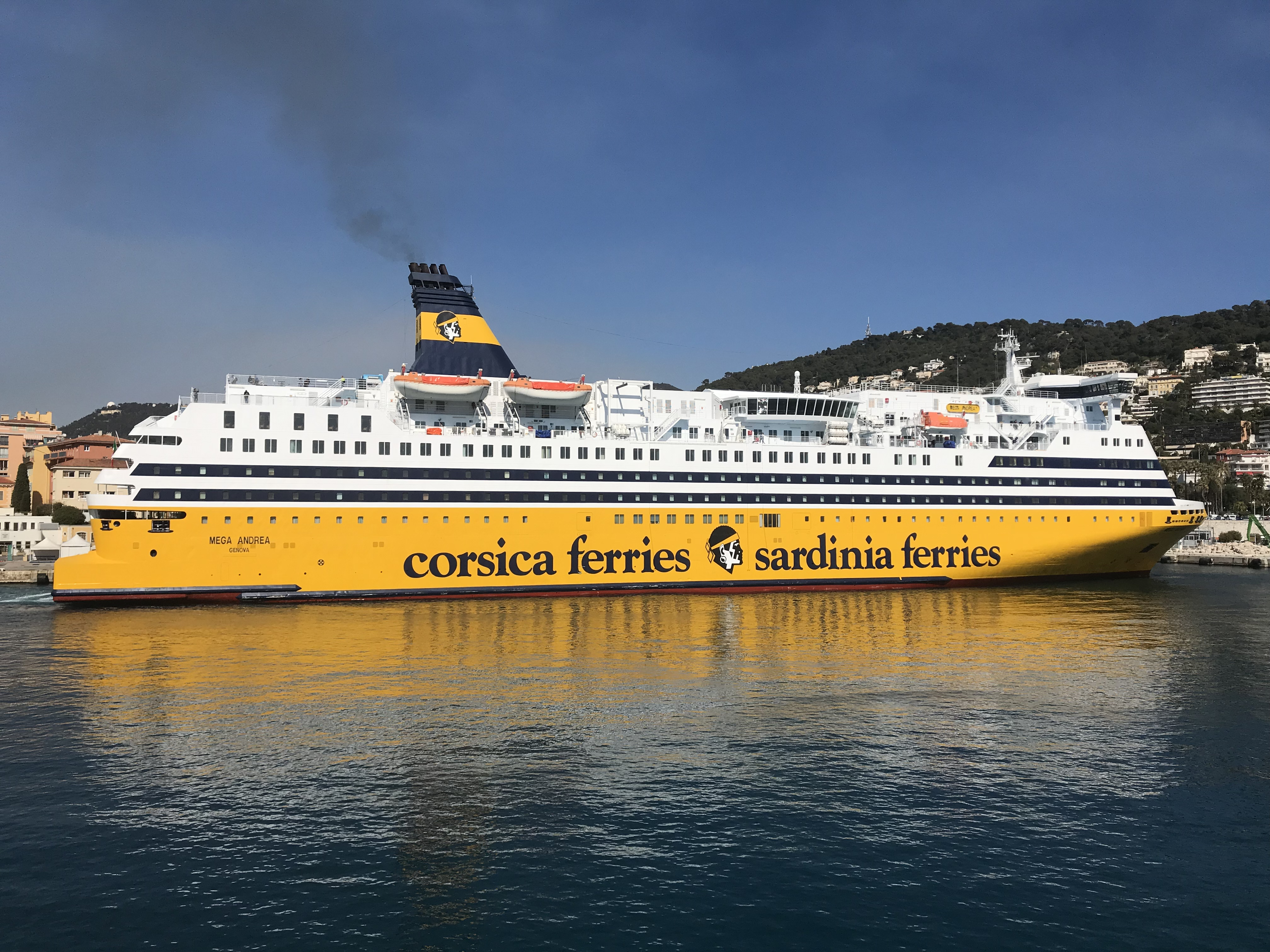
Le Mega Andrea à Nice en mars 2019.

Une fois les travaux achevés, le Mega Andrea est remis en service à la fin du mois de mars 2016 sur les lignes de la Corse au départ de Toulon, Nice et Savone. Le 4 mai, le navire rénové est officiellement présenté au public à Toulon.
Le 23 avril, alors que le navire s'apprête à achever une traversée entre Toulon et L'Île-Rousse, un vent violent vient perturber les manœuvres, rendant impossible la tentative d'amarrage. Le seul quai accessible étant occupé par le Monte d'Oro, le Mega Andrea est dérouté sur Bastia, accusant un important retard sur la traversée, à cela s'ajoute le départ de Toulon retardé de 2h30. Les 692 passagers du cruise-ferry se voient par la suite dédommagés de 15€.
Le 31 mai[Quand ?], le cruise-ferry inaugure les nouvelles lignes de la compagnie entre le continent, Porto-Vecchio et la Sardaigne. La traversée s'effectue au départ de Nice dans la soirée, le navire arrive ensuite à Porto-Vecchio le 1er juin au matin. Une cérémonie est donnée à bord en présence de Pierre Mattei, directeur général du groupe et des élus de la région Corse. Le Mega Andrea appareille quelques instants plus tard pour rejoindre Golfo Aranci. Il atteint le port sarde dans l'après-midi, une nouvelle cérémonie se tient à bord, cette fois avec les représentants de la région autonome sarde. Le cruise-ferry quitte la Sardaigne en fin d'après-midi et après une nouvelle escale à Porto-Vecchio, regagne Nice le lendemain. Durant la saison estivale, il est principalement positionné entre Toulon, Savone, Nice et la Corse[réf. nécessaire].
Dans la soirée du 28 août 2023, par vent fort avec des rafales jusqu’à 110 km/h, le Mega Andrea est dérouté de sa destination originale, L'Île-Rousse, vers le port de Bastia. Il stationne devant celui-ci en attente d'une fenêtre météorologique favorable, lorsqu’une femme enceinte de 7 mois se trouve sur le point d’accoucher prématurément. Les conditions ne permettant pas l’accostage, elle doit être hélitreuillée par le Dragon 2B de la Sécurité civile. Les conditions météo empêchant celui-ci de se poser à l’hôpital, il est ensuite dérouté sur l’aéroport de Bastia-Poretta, d’où une ambulance assure le transport de la patiente vers l’hôpital où a lieu la naissance, mère et bébé se portant bien. Plus tard dans la soirée, une voiture occupée par quatre passagers du ferry tombe à l’eau peu après son débarquement, après une erreur d’orientation sur les quais. L’intervention rapide de témoins permet le sauvetage de trois des occupants, le corps du dernier étant remonté une heure plus tard par des plongeurs. Cet accident entraîne l’ouverture d’une enquête pour homicide involontaire par le parquet de Bastia.

## Aménagements
Le Mega Andrea possède 13 ponts numérotés du plus bas jusqu'au plus haut de 1 à 12 (la logique aurait été de 1 à 13, cependant, les deux ponts garages sont comptés comme les ponts 3a et 3b, créant ainsi un décalage). Les installations des passagers se situent sur les ponts 9 à 2 tandis que l'équipage occupe les ponts 10, 8, 6, 5 et 4. Les ponts 3a et 3b sont dédiés au chargement des véhicules et du fret.

### Locaux communs
À sa mise en service, le Wellamo possède de luxueuses installations destinées aux passagers. Le navire dispose de trois espaces de restauration, situés sur le pont 8 et d'un bar sur le pont 9, surplombé par une imposante baie vitrée. Le navire propose également à la poupe un petit centre commercial (lieu indispensable sur tous les navires naviguant en mer Baltique), des salles de conférence et aux pont 2 et 1, sous les ponts garages, une piscine, un sauna et un cinéma. En 1992, à la suite d'une importante refonte, le navire, renommé Silja Festival, se voit ajouter un bar panoramique à la place du Sun Deck sur le pont 9, les espaces intérieurs sont entièrement repensés et de nouvelles installations, comme un Sailor Pub s'ajoutent à celles déjà existantes. Le centre commercial est agrandi et une nouvelle baie vitrée est ajoutée à la poupe du navire.
Lors son rachat par le groupe Corsica Ferries en 2015, le navire, renommé Mega Andrea, subit une importante refonte pendant l'hiver 2015-2016 aux chantiers Fincantieri de La Spezia. Depuis cette refonte, le cruise-ferry est équipé des installations suivantes :
- Dancing Palace, le grand bar avant sur deux étages surplombé d'une verrière occupant les ponts 7 et 8 avec une piste de danse, très animé l'été ;
- Riviera Lounge, confortable bar-salon situé à la poupe sur le pont 8, accueillant notamment un café Starbucks ;
- Bar Panorama, bar panoramique situé au milieu du navire sur le pont 9, offrant une vue d'ensemble grâce à ses baies vitrées ;
- Il Chiosco, petit bar extérieur situé à l'arrière sur le pont 10 ;
- Dolce Vita, restaurant à la carte situé sur le pont 7 vers l'avant du navire ;
- Yellow's, libre-service situé au milieu du pont 7 proposant une cuisine classique ;
- Gusto, libre-service proposant une cuisine d'inspiration italienne, partageant la même salle que le Yellow's ;
- Sweet Cafe, point de vente situé à proximité des deux précédents proposant des boissons chaudes et fraîches ainsi que diverses pâtisseries.
- Veranda, restaurant buffet situé à la poupe sur le pont 7 ;

En plus de ces prestations, le Mega Andrea est équipé d'une piscine intérieure et d'un centre de bien-être sur le pont 2 mais aussi d'un espace dédiés aux séminaires sur le pont 8.

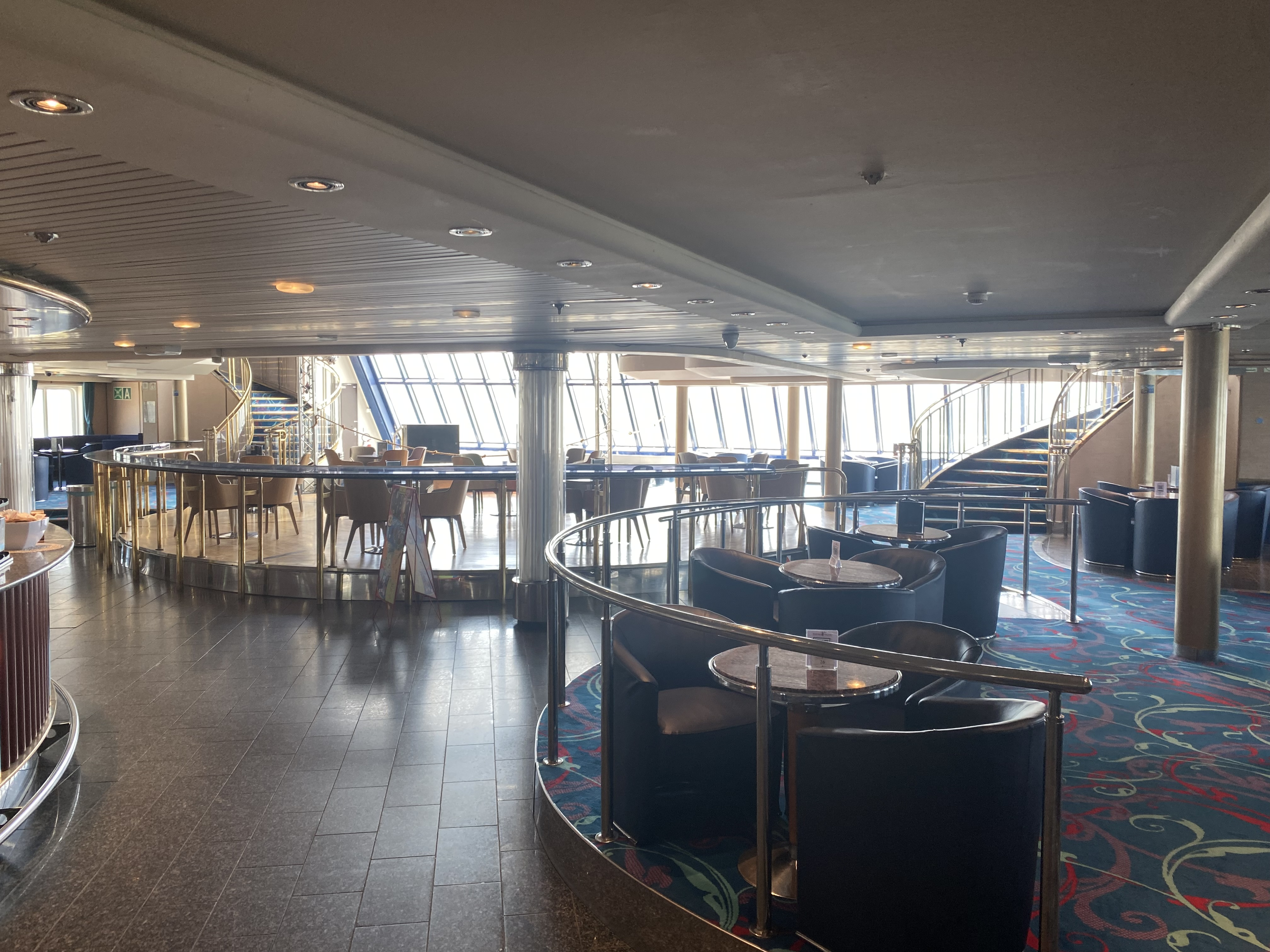
Bar-spectacle Dancing Palace situé à l'avant du navire sur les ponts 7 et 8
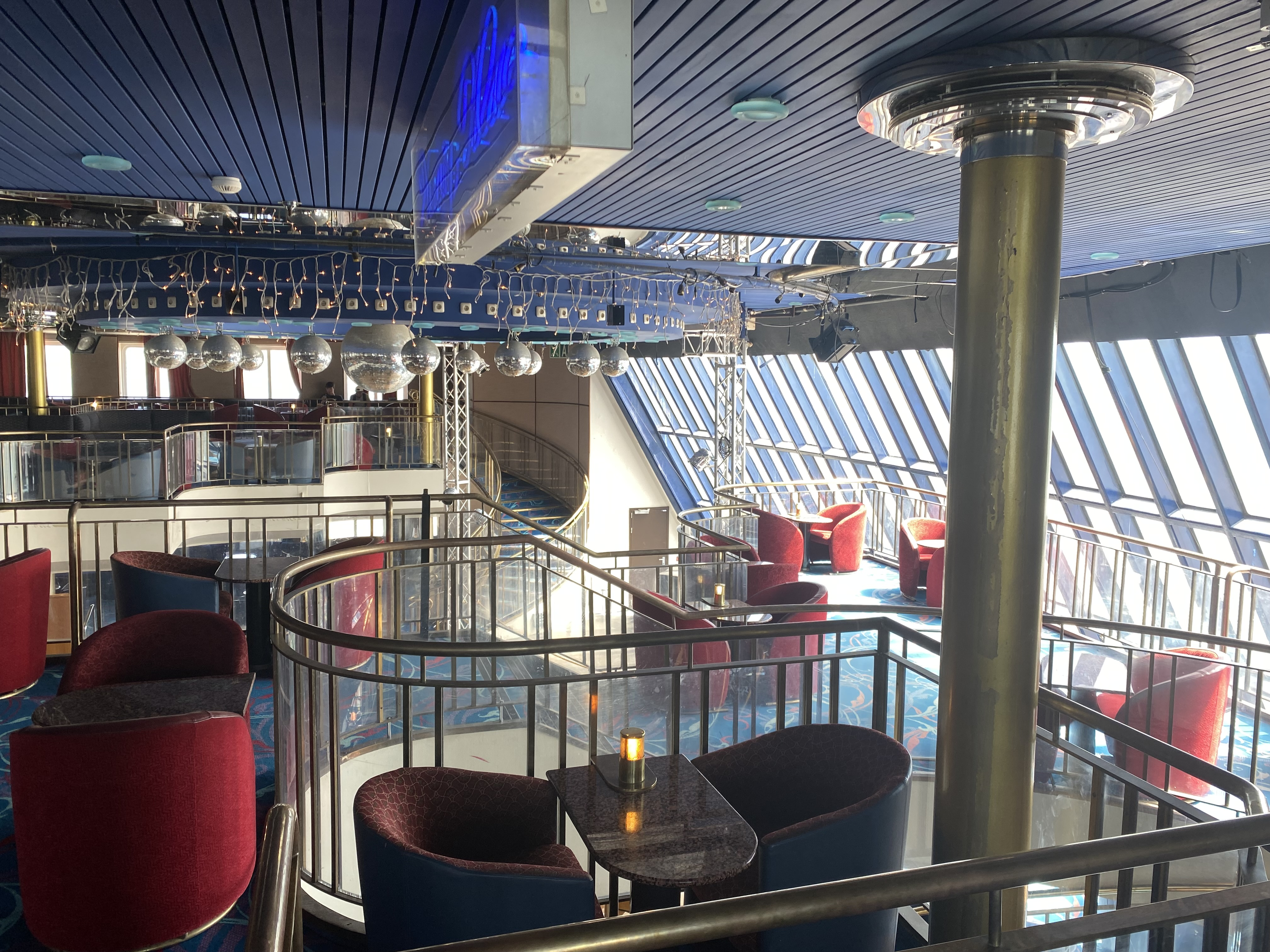
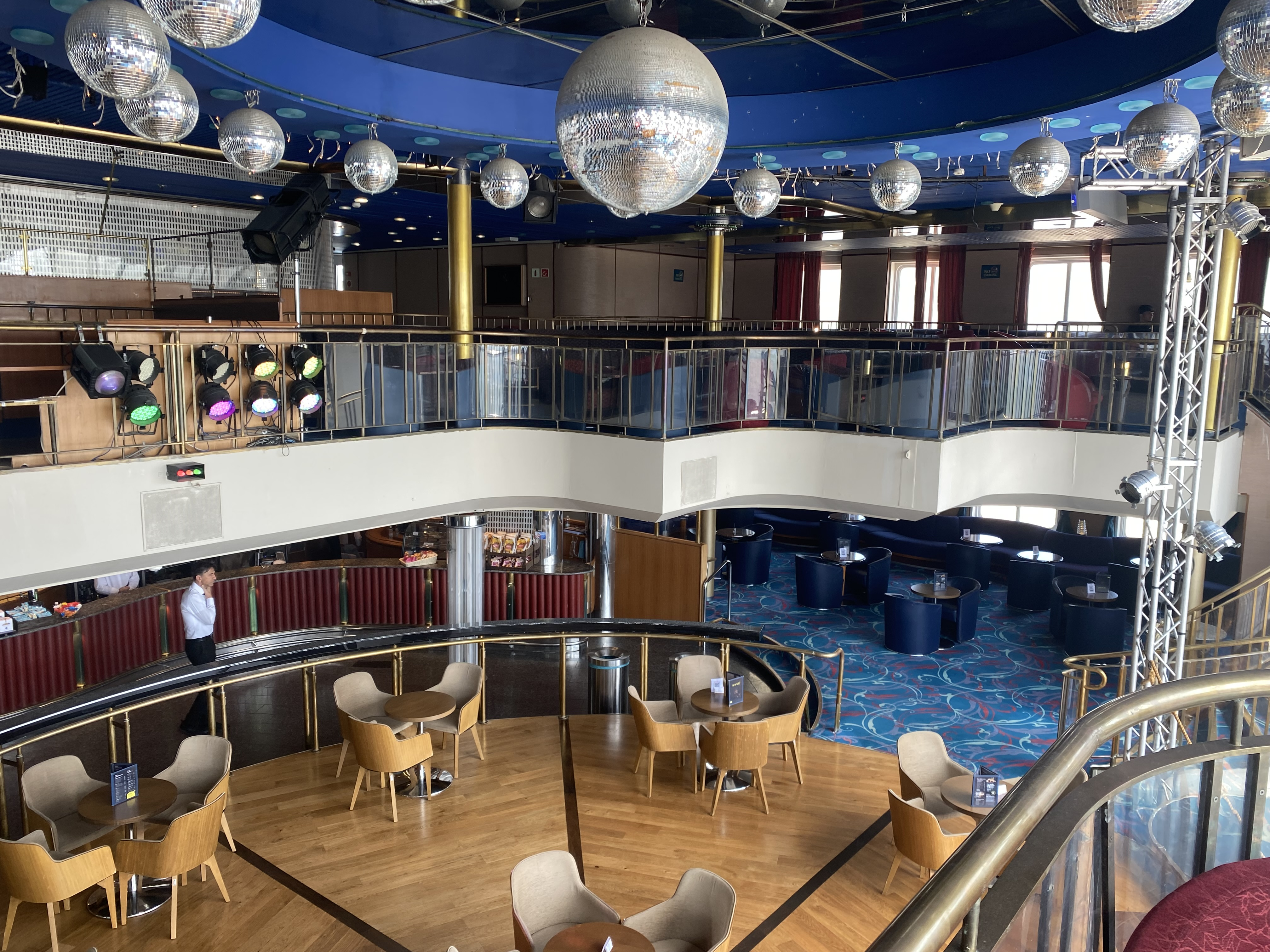
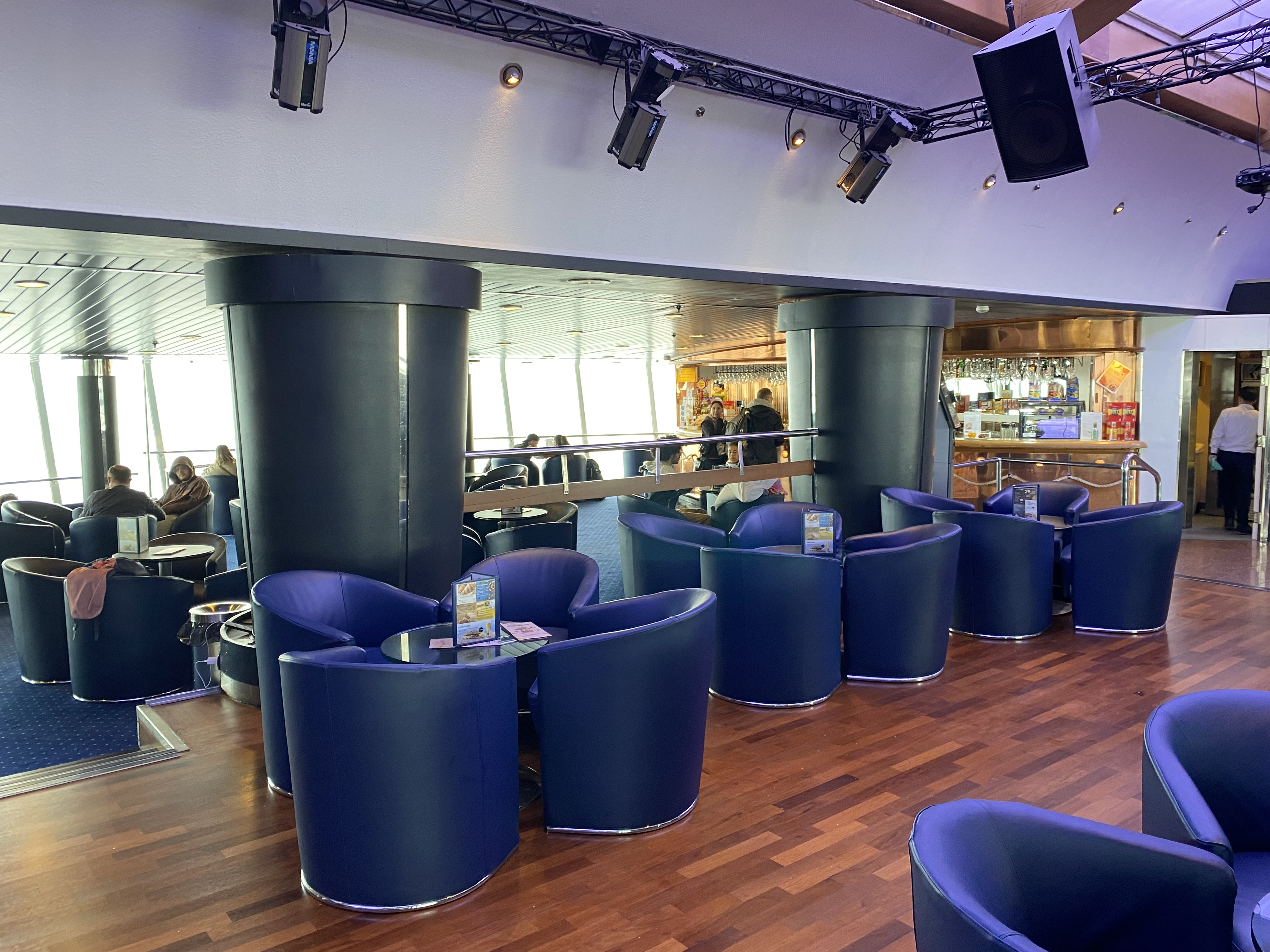
Panorama Bar sur le pont 9
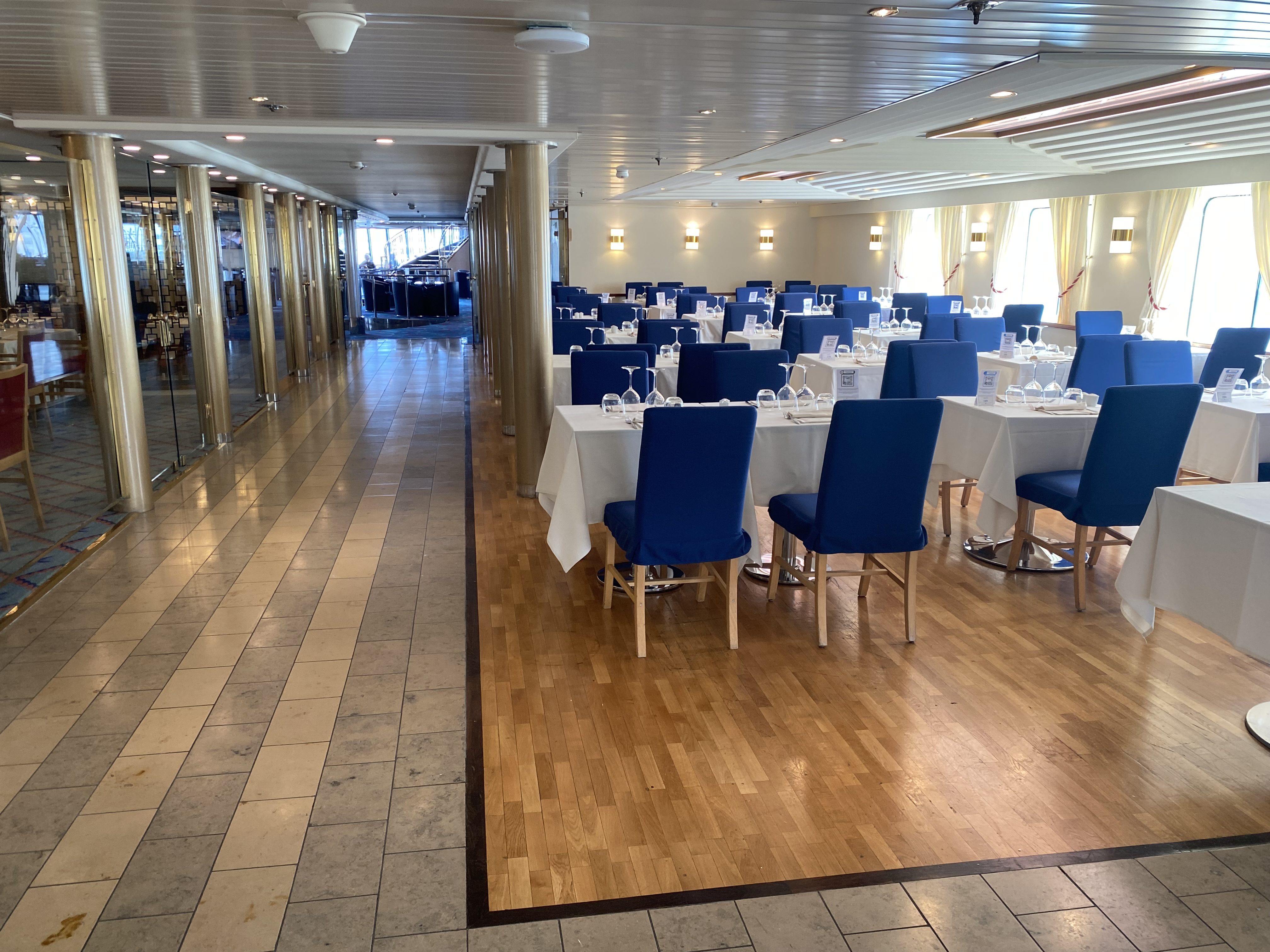
Restaurant à la carte Dolce Vita vers l'avant du pont 7
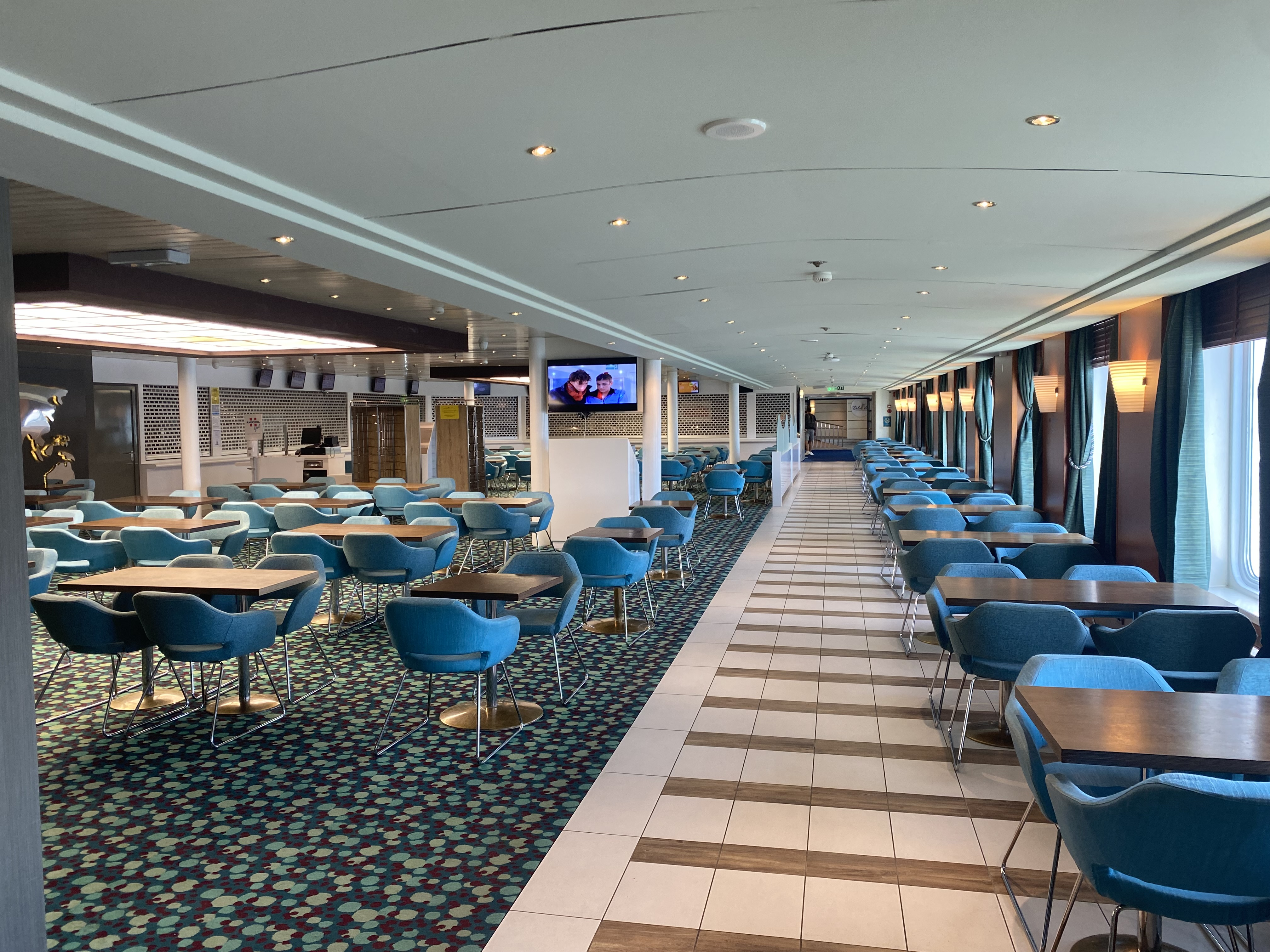
Salle partagée par les points de restauration Yellow's, Gusto et Sweet Café au milieu du pont 7
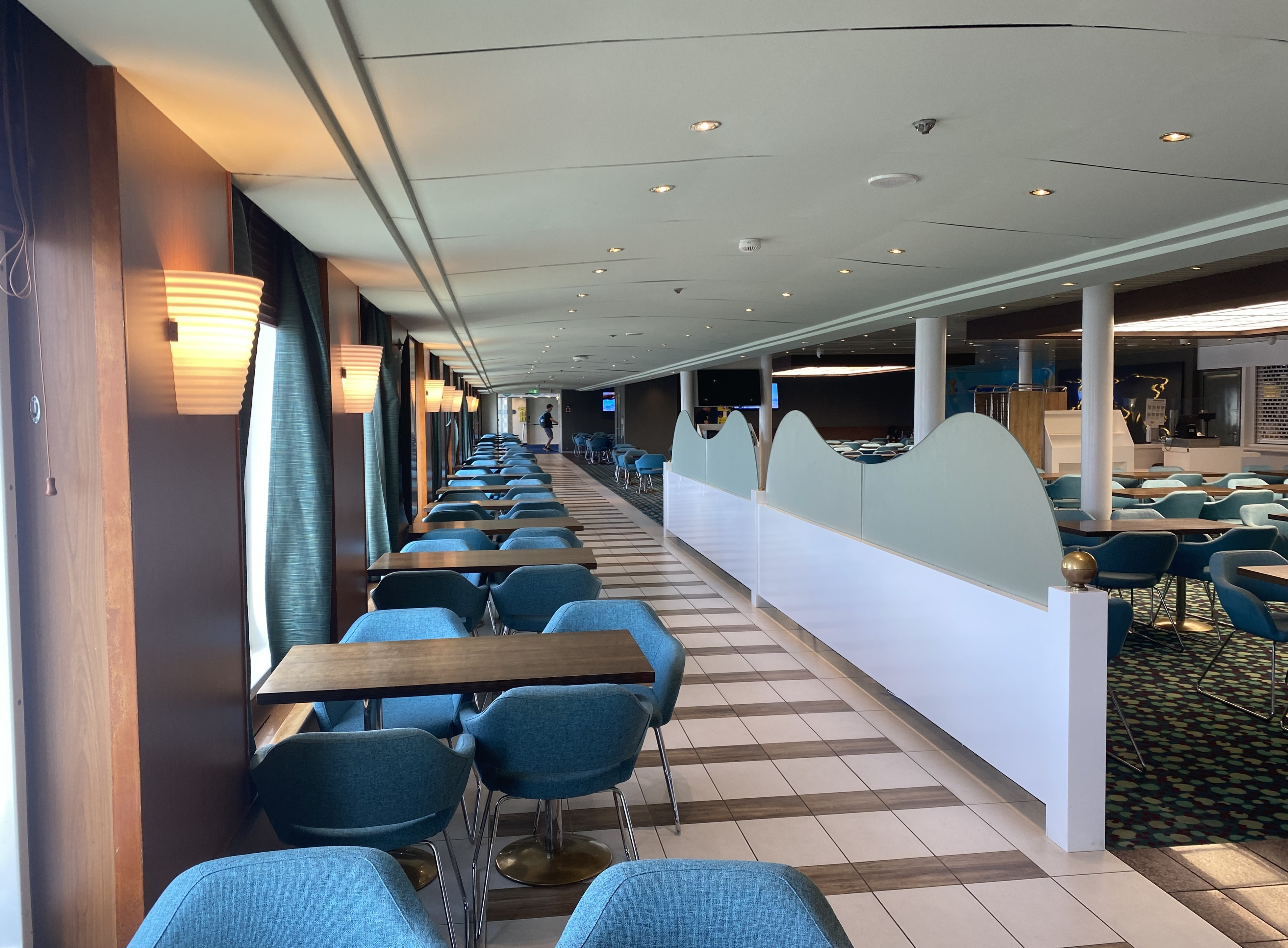
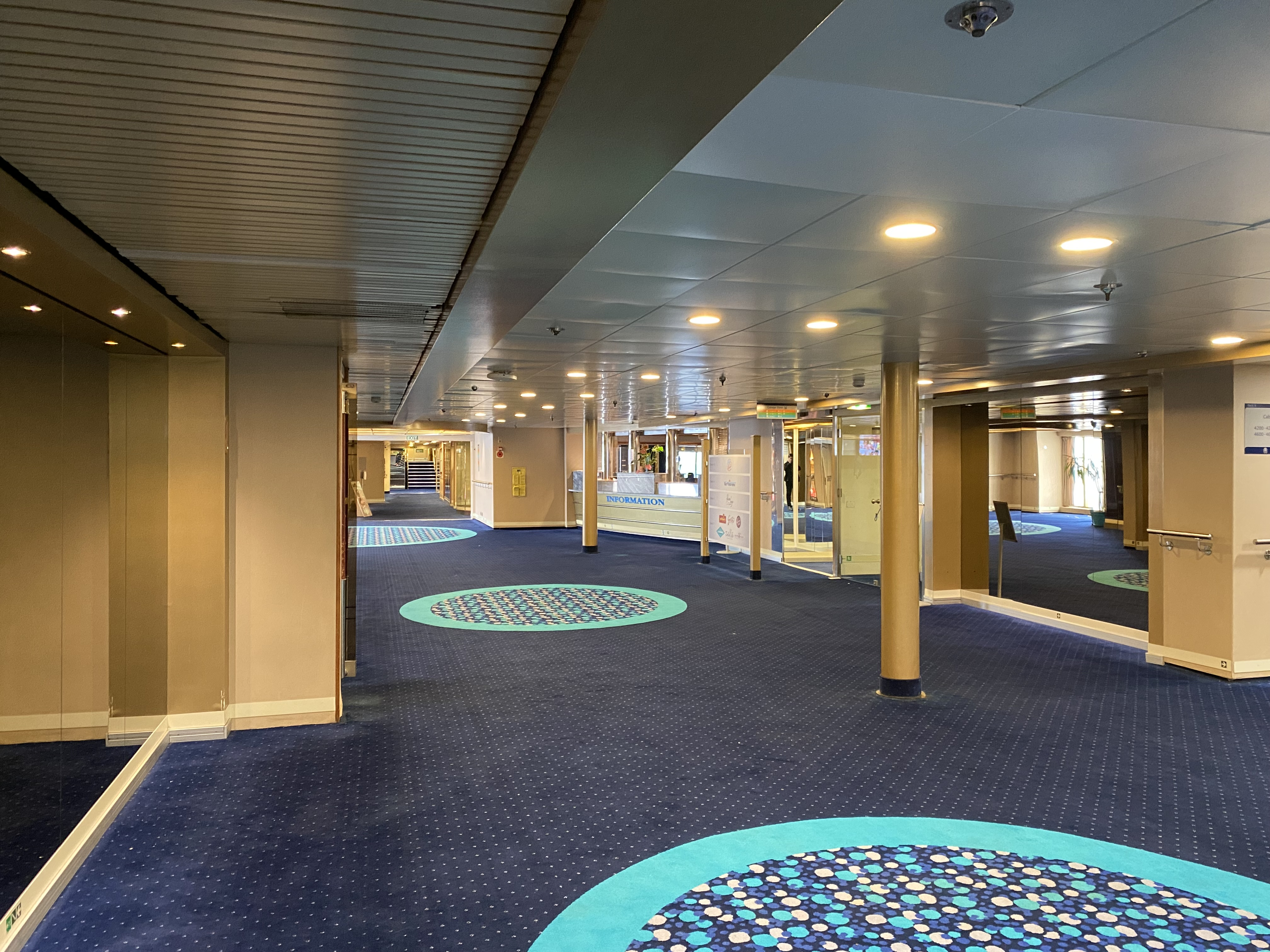
Bureau informations sur le pont 4
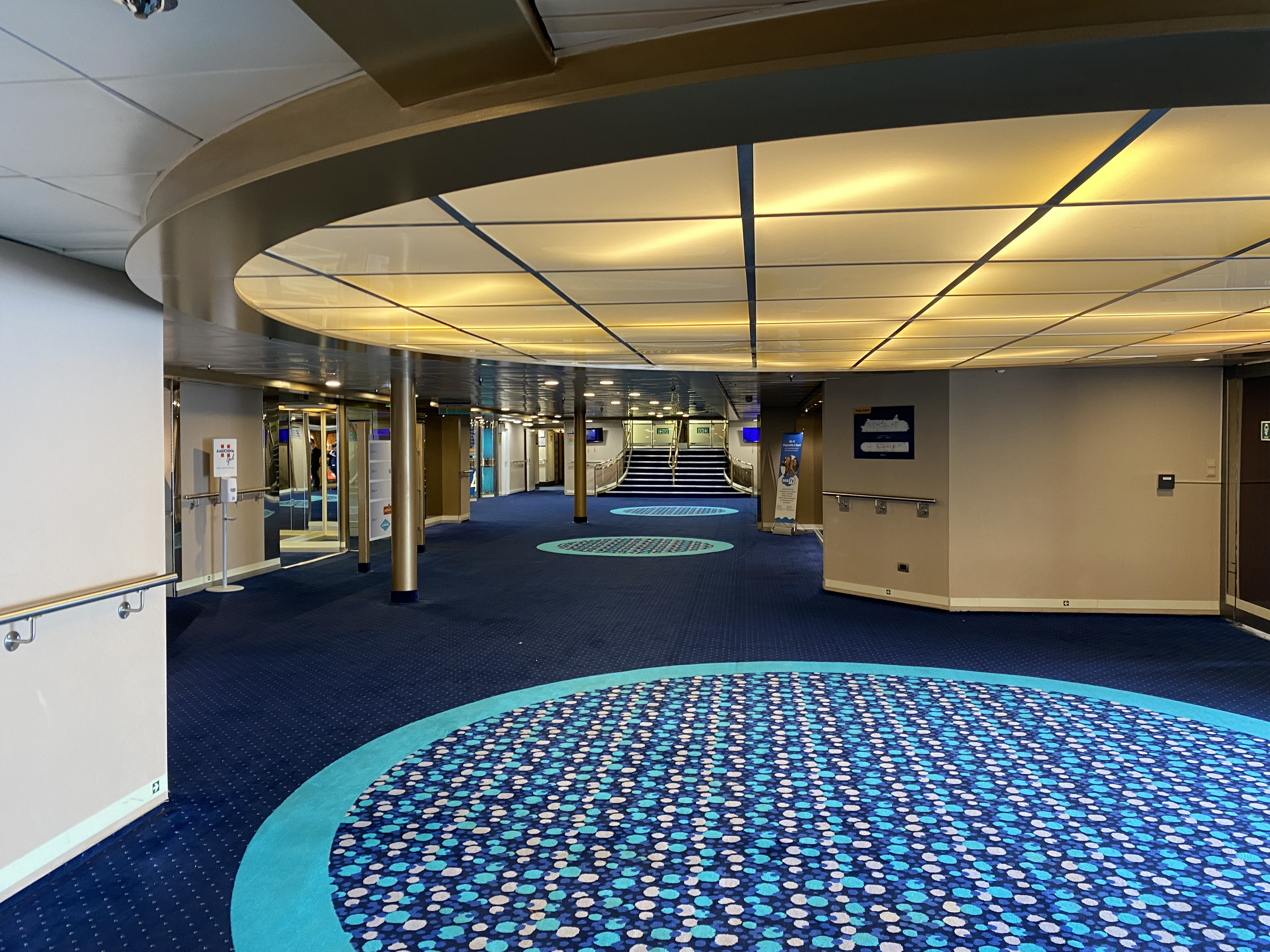

### Cabines
Depuis sa mise en service, le Wellamo dispose d'environ 540 cabines situées sur les ponts 4, 5 et 6. La plupart d'entre elles sont pourvues de quatre couchettes et toutes possèdent des sanitaires complets. À la proue du navire se trouvent des suites avec lit double et d'autres pouvant accueillir jusqu'à quatre personnes. Même si la décoration a été plusieurs fois modifiée depuis la mise en service, La disposition de ces cabines est restée la même depuis 1986.
Jusqu'en 2016, des cabines étaient présentes sur le pont 2, en dessous des ponts garages. Tout comme le Mega Smeralda en 2008, ces cabines sont supprimées à la suite des travaux entrepris par Corsica Ferries visant à augmenter la capacité du garage.

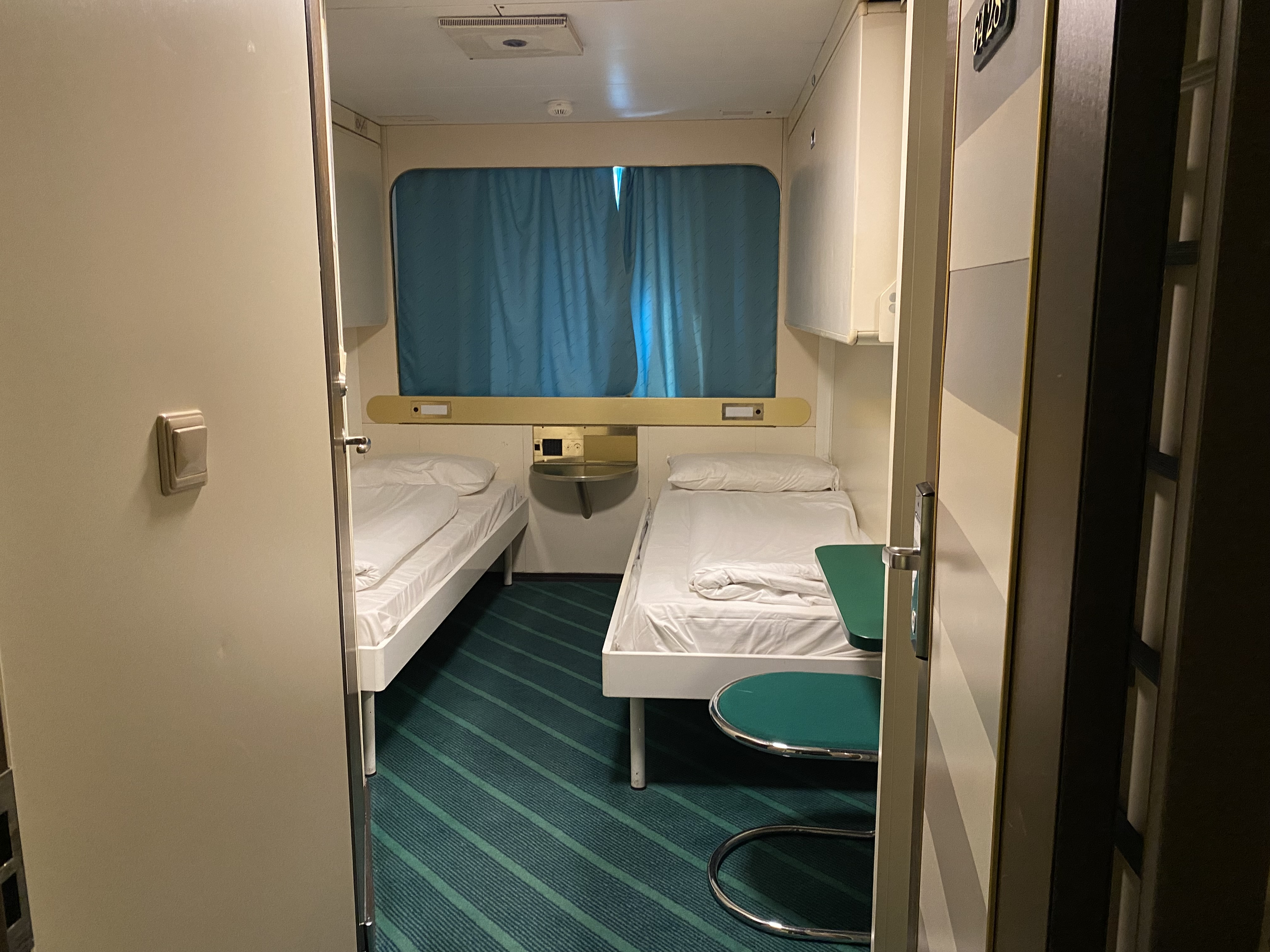
Cabine extérieure standard pouvant accueillir jusqu'à quatre personnes
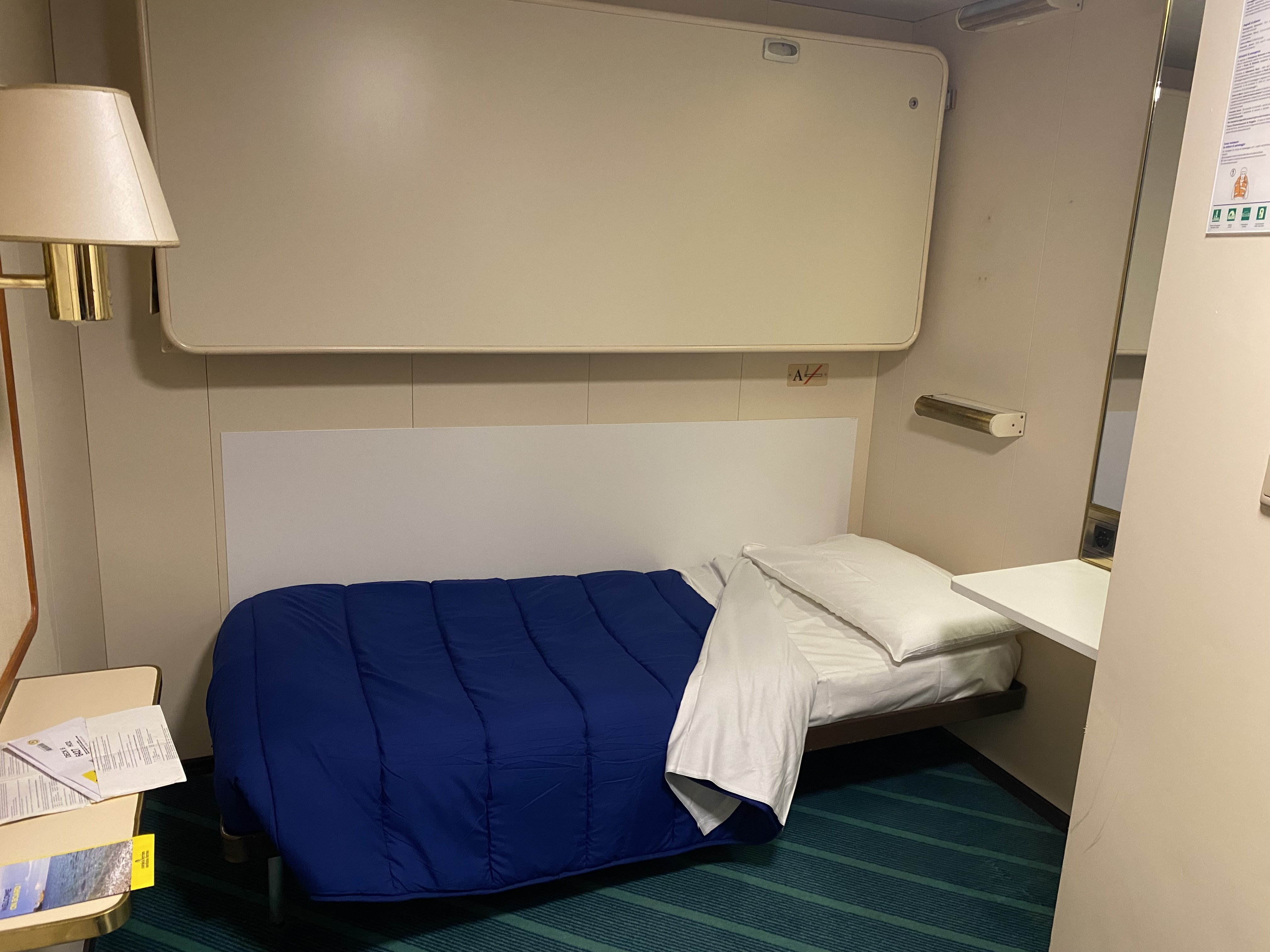
Cabine intérieure double équipée de lits superposés
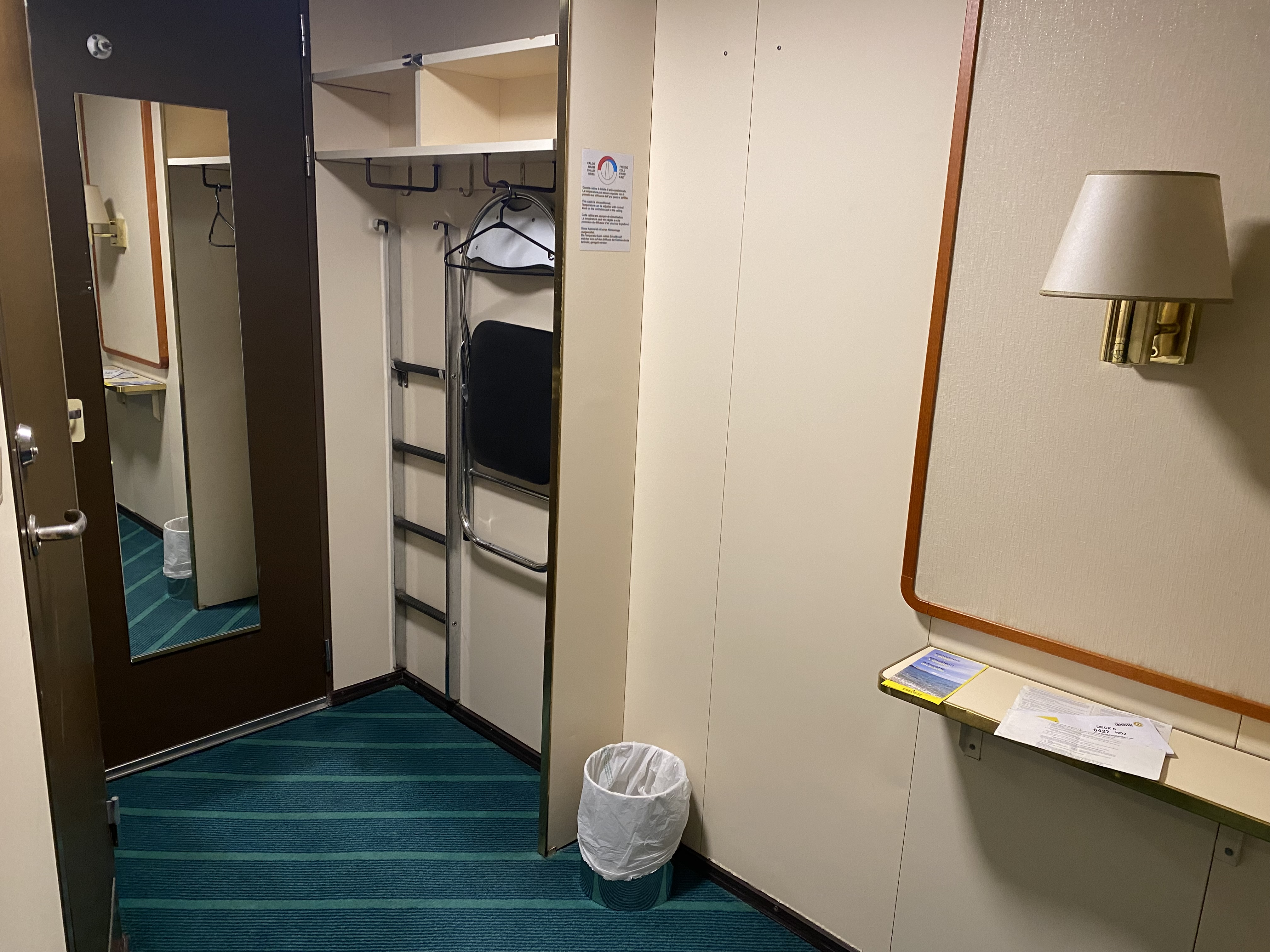
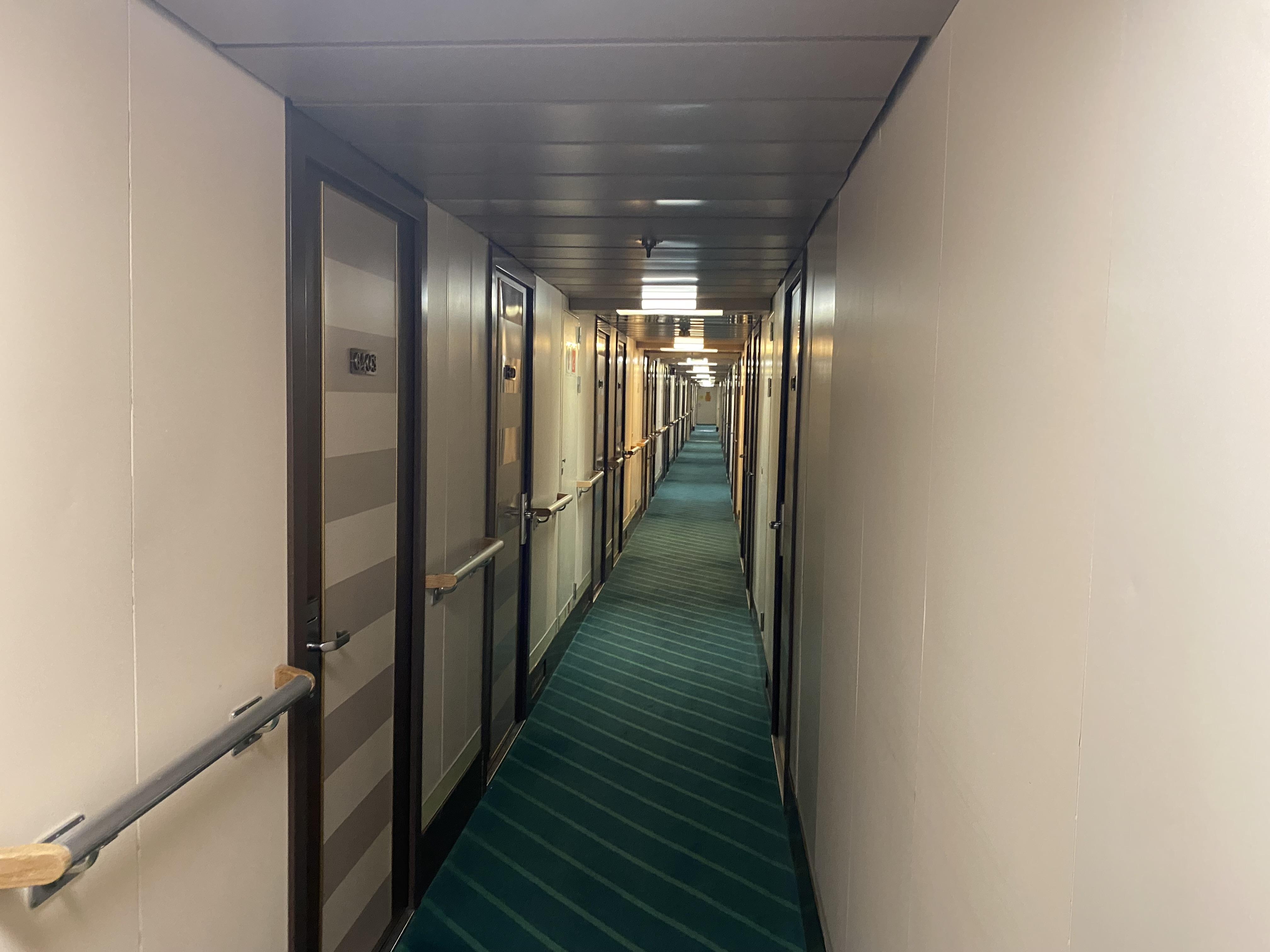
Coursives des cabines du pont 6

## Caractéristiques
Le Mega Andrea mesure 168,45 mètres de long pour 27,60 mètres de large, son tonnage est de 34 694 UMS. À l'origine, le navire pouvait embarquer 1 880 passagers et 330 véhicules, sa capacité a été augmentée lors d'une refonte en 2015 à l'occasion de son acquisition par Corsica Ferries, la capacité a donc été portée à 2000 passagers et 560 véhicules. Le garage est accessible par trois portes rampes, deux situées à la poupe et une à la proue. La propulsion du Mega Andrea est assurée par quatre moteurs diesels Wärtsilä-SEMT-Pielstick 12PC2-6V développant une puissance de 26 200 kW entrainant deux hélices faisant filer le bâtiment à une vitesse de 22 nœuds. Le Mega Andrea possède quatre embarcations de sauvetage de grande taille, deux sont situées de chaque côté vers la poupe du navire. Ces embarcations sont complétées par deux autres plus petites situées à la proue et plusieurs radeaux de sauvetage. Le navire est entre autres doté de deux propulseurs d'étrave facilitant les manœuvres d'accostage et d'appareillage ainsi que de deux stabilisateurs anti-roulis.

## Lignes desservies
Pour le compte de Silja Line, de 1986 à 2008, le Wellamo, par la suite devenu le Silja Festival, est placé toute l'année sur la ligne Turku - Mariehamn - Stockholm avec son sister-ship le Svea (actuel Mega Smeralda naviguant également chez Corsica Ferries). Le Wellamo sert brièvement, en 1990, sur la ligne Helsinki - Stockholm. En 1993, à la suite d'une réorganisation de la flotte Silja Line, le navire est affecté à la ligne Vaasa - Umeå.
De juin 1993 à avril 1994, dans le cadre d'un partenariat avec la compagnie Euroway, le Silja Festival est redéployé entre la Suède et l'Allemagne sur la ligne Malmö - Lübeck. Une fois le partenariat terminé, le navire retourne sur la ligne Vaasa - Umeå. En septembre 1994, il est placé entre la Finlande et l'Estonie sur la ligne Helsinki - Tallinn. Après avoir desservi la ligne Vaasa - Sundsvall durant l'été 1995, le Silja Festival est de nouveau affecté sur Turku - Mariehamn - Stockholm en 1997.
En 2008, il est placé entre la Lettonie et la Suède sur la ligne Riga - Stockholm sous les couleurs de Tallink.
Acquis en 2015 par le groupe Corsica Ferries, le navire, renommé Mega Andrea, dessert la Sardaigne sur la ligne Livourne - Golfo Aranci et la Corse sur la ligne Livourne - Bastia. Depuis mars 2016, le Mega Andrea est principalement affecté aux lignes entre le continent et la Corse, essentiellement depuis Toulon vers Ajaccio et Bastia mais aussi vers L'Île-Rousse ou Porto-Vecchio. Le navire est parfois exploité depuis Nice, Livourne ou Savone et plus rarement vers la Sardaigne depuis Toulon vers Porto Torres.

## Sister-ship
- Mega Smeralda, mis en service en 1985 sous le nom de Svea, acquis par Corsica Ferries - Sardinia Ferries en 2008.